# Air Boyoma
Air Boyoma of ABY is een Congolese luchtvrachtmaatschappij met haar thuisbasis in Kisangani.

## Geschiedenis
Air Boyoma is opgericht in 2001.
De airline staat op de Europese zwarte lijst en mag dus niet naar landen van de EU vliegen.

## Vloot
De vloot van Air Boyoma bestaat uit:(april 2007)
- 1 Antonov AN-26B